# フェニル酢酸メチル
フェニル酢酸メチル（フェニルさくさんメチル）は、化学式C9H10O2で表される酢酸エステルの一種である。メチルフェニルアセテートとも呼ばれる。

## 香料
天然にはイチゴ、ココア、コーヒーから発見されている。ややジャスミン的なフローラルノートを持ち、ジャスミン・ローズ・オリエンタル調の調合香料にトップノートをもたらす。石鹸や洗剤、芳香剤にも使用されるほか、マスキング効果を持つことから家具や床用のワックスにも使われる。フレーバーとしては、イチゴ・モモ・チョコレート・バニラおよびタバコに0.1～37ppm程使用される。

## フェロモン
林野庁森林総合研究所の研究により、木材となるスギやヒノキに食害をもたらすカミキリムシの一種のスギノアカネトラカミキリに対する誘引性が確認された。これを応用し、市販の誘引トラップに使用されている

## 製造
工業的には、塩化ベンジルとシアン化カリウムから得たシアン化ベンジルに、メタノールと塩酸の混合液を加え、加水分解とエステル化を同時に行うことにより製造される。

## 性質
有機酸及び希酸には安定であるがアルカリに対しては不安定である。日本の消防法では危険物第4類第三石油類に区分される。